# Hoffmannseggia trifoliata
Hoffmannseggia trifoliata là một loài thực vật có hoa trong họ Đậu. Loài này được Cav. miêu tả khoa học đầu tiên.